# Bergens flygplats, Flesland
Bergens flygplats, Flesland (norskt bokmål Bergen lufthavn, Flesland, nynorska Bergen lufthamn, Flesland) ligger i södra delen av Bergens kommun i Norge och var 2006 den i passagerarantal räknat största flygplatsen i Norden som inte ligger intill en huvudstad. Flygplatsen ligger på Flesland ca 20 km söder om Bergen. Den stod färdig 1955.

## Flygbolag och destinationer
Flesland har reguljärflyg och chartertrafik till och från följande destinationer:

### Inrikes
| Flygbolag                | Destinationer |
| ------------------------ | --- |
| DAT Danish Air Transport | Florø, Oslo, Stavanger                                                                                                |
| Bergen Air Transport     | Notodden |
| Norwegian Air Shuttle    | Kristiansand, Oslo, Moss, Stavanger, Trondheim                                                                        |
| SAS Norge                | Førde, Haugesund, Kristiansand, Kristiansund, Molde, Oslo, Sandefjord, Sogndal, Stavanger, Tromsø, Trondheim, Ålesund |
| Widerøe                  | Bodø Førde, Sandefjord, Sogndal, Tromsø, Ørsta/Volda                                                                  |
| Vildanden                | Skien, Stavanger |

### Utrikes
| Flygbolag             | Destinationer |
| --------------------- | --- |
| airBaltic             | Riga |
| Cimber Air            | Billund |
| Icelandair            | Reykjavik (säsong) |
| Japan Airlines        | Tokyo-Narita, Hiroshima (säsong) |
| KLM                   | Amsterdam |
| Loganair              | Shetland |
| Lufthansa             | Frankfurt, Hamburg (säsong) |
| Norwegian Air Shuttle | Alicante, Berlin-Schönefeld, Dubrovnik, Krakow, Las Palmas, London-Stansted, Malaga, Murcia, Nice, Paris-Orly, Praha, Salzburg, Split, Stockholm-Arlanda, Warszawa, New York-JFK, |
| Scandinavian Airlines | Alicante, København, London-Gatwick, Stockholm-Arlanda, Göteborg-Landvetter, Tokyo-Narita (säsong)                                                                                |
| Widerøe               | Aberdeen, Edinburgh (säsong) |
| Wizzair               | Gdansk, Poznan |

### Charter
| Flygbolag                        | Destinationer                                                                |
| -------------------------------- | ---------------------------------------------------------------------------- |
| Air Europa                       | Barcelona, Lanzarote, Las Palmas, Madrid, Mallorca                           |
| Atlasjet                         | Antalya, Dalaman                                                             |
| BH Air                           | Burgas                                                                       |
| Eurocypria Airlines              | Larnaca                                                                      |
| Pegasus Airlines                 | Antalya                                                                      |
| Scandinavian Airlines            | Chania, Funchal, Lanzarote, Las Palmas, Mallorca, Santorini, Split, Tenerife |
| SunExpress                       | Antalya                                                                      |
| Thomas Cook Airlines Scandinavia | Chania, Rhodos, och Santorini                                                |
| TUIfly Nordic                    | Faro                                                                         |

## Transport till flygplatsen
- Snabbspårvägen Bybanen går sedan 2017 mellan flygplatsen och centrum
- Det finns flygbuss
- Vägavståndet till centrum är 18 km